# Aleksandra Hanowerska (ur. 1999)
Księżniczka Aleksandra z Hanoweru (Alexandra Charlotte Ulrike Maryam Virginia von Hannover, ur. 20 lipca 1999 w Vöcklabruck, Austria) – księżniczka Hanoweru z dynastii Welfów, córka Ernesta Augusta, księcia Hanoweru i jego żony, Karoliny, księżnej Hanoweru, wnuczka Rainiera III, księcia Monako; zajmuje trzynaste miejsce w linii sukcesji monakijskiego tronu.
Aleksandra urodziła się w Vöcklabruck jako pierwsze dziecko Ernesta Augusta V, księcia Hanoweru i Karoliny, księżnej Hanoweru.
Od urodzenia nosi honorowy tytuł Jej Królewskiej Wysokości Księżniczki Hanoweru. Jako dynastyczna potomkini Zofii, elektorowej Hanoweru wpisana była do linii sukcesji brytyjskiego tronu, ale utraciła to miejsce w 2018 po przyjęciu sakramentu bierzmowania w wierze katolickiej. Zajmuje trzynaste miejsce w linii sukcesji tronu Monako (jest siostrzenicą Alberta II, księcia Monako).
Po rozstaniu rodziców w 2009 zamieszkała z matką na dworze monakijskim. Towarzyszy członkom rodziny książęcej w oficjalnych wystąpieniach i innych wydarzeniach odbywających się w Księstwie Monako.
Uprawiała łyżwiarstwo figurowe i reprezentowała Monako w Olimpijskim festiwalu młodzieży Europy w 2015.
Poprzez swojego przodka, Jana Wilhelma Friso, księcia Oranii spokrewniona jest ze wszystkimi rodzinami królewskimi i książęcymi panującymi w Europie.

## Powiązania rodzinne i edukacja
Ernest August, książę Hanoweru poślubił księżniczkę Karolinę z Monako w ceremonii cywilnej 23 stycznia 1999. Media podały wówczas informację o ciąży księżnej.
Księżniczka Aleksandra urodziła się 20 lipca 1999 roku w austriackim Vöcklabruck, gdzie przebywali akurat jej rodzice. Informacje o narodzinach potomkini książęcej pary podała austriacka telewizja.
Jej rodzicami są Ernest August V, książę Hanoweru i Karolina, księżna Hanoweru, pochodząca z dynastii monakijskich książąt Grimaldich, przez wiele lat następczyni monakijskiego tronu.
Jej dziadkami są ze strony ojca Ernest August IV, książę Hanoweru i jego żona, Orturd, księżna Hanoweru, urodzona jako księżniczka z dynastii Schleswig-Holstein-Sonderburg-Glücksburg; natomiast ze strony matki Rainier III, książę Monako w latach 1949–2005 i księżna Grace, amerykańska aktorka, zdobywczyni Nagrody Akademii Filmowej.
Ma dwóch przyrodnich braci z pierwszego małżeństwa ojca: księcia Ernesta Augusta VI i księcia Krystiana oraz troje przyrodniego rodzeństwa z drugiego małżeństwa matki: Andreę, Charlotte i Pierre’a Casiraghich.
Księżniczka otrzymała imiona na cześć wszystkich swoich matek chrzestnych. Imię Aleksandra dzieli z dwiema innymi hanowerskimi księżniczkami: siostrą ojca, księżną Leiningen oraz Aleksandrą, wielką księżną Meklemburgii i Schwerinu.

### Religia
Księżniczka została ochrzczona w wierze luterańskiej 19 września 1999 roku w posiadłości swojego ojca w Auerbach w pobliżu Grünau im Almtal w Górnej Austrii. Jej rodzicami chrzestnymi zostali: Aleksandra, księżna Leiningen (starsza siostra ojca), Charlotte Casiraghi, Ulrike Ulmschneider, Maryam Sachs, Virginia Gallico, George Condo i Eric Maier. Ceremonii przewodniczył biskup Hanoweru Horst Hirschler. Przyjęcie sakramentu w wierze protestanckiej miało zapewnić jej miejsce w linii sukcesji tronu brytyjskiego, które jej ojciec utracił wskutek ślubu z katoliczką (księżniczką Karoliną).
W 2018 przyjęła sakrament bierzmowania w wierze katolickiej. Z tego powodu jej nazwisko usunięto z linii sukcesji tronu Wielkiej Brytanii.
Jest matką chrzestną przynajmniej jednej osoby:
- Aleksander Casiraghi (ur. 2013), syn Andrei i Tatiany Casiraghich

### Edukacja
Swoją edukację rozpoczęła od prywatnej szkoły katolickiej François d’Assise Nicolas Barré, znajdującej się w Monako. Następnie uczęszczała do szkoły podstawowej w Fontainebleau. W 2015 poinformowała, że jest uczennicą specjalnej szkoły sportowej w Annecy.

## Kariera sportowa
Księżniczka Aleksandra uprawia kilka sportów: tenis, pływanie, jazdę na łyżwach i łyżwiarstwo figurowe (w konkurencji solistek).
27 lutego 2010 wywalczyła srebrny medal w czasie Mistrzostw Monako w Łyżwiarstwie Figurowym. Wynik ten powtórzyła w tych zawodach rok później. 2 kwietnia 2011 zajęła 27. miejsce w Coupe d’Avignon, a 3 maja 12. podczas pokazowych zmagań w Cannes.
W styczniu 2015 reprezentowała Monako na Zimowym Olimpijskim Festiwalu Młodzieży Europy w Dornbirn. Zajęła 29. miejsce spośród 30 zawodniczek.
W zawodach sportowych występowała jako Alexandra De Hanovre.

## Księżniczka Hanoweru
Jako córka księcia Hanoweru, Aleksandra uprawniona jest do używania honorowego tytułu Jej Królewskiej Wysokości Księżniczki Hanoweru i jest jedyną wnuczką księcia Rainiera III, której przysługuje predykat Jej Królewskiej Wysokości. Od urodzenia wpisana jest do linii sukcesji monakijskiego tronu; obecnie – od lipca 2019 – zajmuje miejsce trzynaste, za swoim siostrzeńcem Baltazarem, a przed ciotką, księżniczką Stefanią. Od 1999 do 2018 zajmowała miejsce w linii sukcesji brytyjskiego tronu, ale utraciła je po przyjęciu sakramentu w wierze katolickiej.

### Działalność w Monako
Po raz pierwszy wystąpiła publicznie 19 listopada 1999 na balkonie Pałacu Książęcego podczas obchodów Narodowego Dnia Monako.
W kwietniu 2002 po raz pierwszy pojawiła się podczas zawodów jeździeckich International Jumping of Monte Carlo.
W styczniu 2008 zadebiutowała na widowni Międzynarodowego Festiwalu Cyrkowego w Monte Carlo.
W 2009 rodzice księżniczki rozstali się, a ona przeniosła się wraz z matką na dwór monakijski, z którym związana jest większość jej publicznych aktywności.
W czerwcu 2014 razem z matką, księciem i księżną Monako otworzyła Monaco Yacht Club.
W styczniu 2015 wystąpiła na balkonie Pałacu Książęcego podczas prezentacji poddanym następcy monakijskiego tronu, księcia Jakuba i jego siostry bliźniaczki, księżniczki Gabrieli.
W listopadzie 2015 uczestniczyła w ceremonii, w czasie której uczczono pamięć ofiar ataków terrorystycznych w Paryżu.
W marcu 2016 po raz pierwszy wzięła udział w Monaco Rose Ball, z którego dochody zasilają konta Fundacji Księżnej Grace.
W 2018 była gościem spotkań filozoficznych, które organizowała w Monako jej siostra, Charlotte.

### Działalność charytatywna
31 stycznia 2016 wzięła udział w charytatywnym marszu dla Fundacji Flavien, zajmującej się pomocą dzieciom, cierpiącym z powodu chorób nowotworowych.
W listopadzie uczestniczyła w charytatywnym maratonie NO FINISH LINE.

### Inne aktywności
W maju 2011 wzięła udział w pokazowym meczu piłki nożnej World Stars Football Match, organizowanym przez księcia Alberta.
9 października 2015 w Weronie wystąpiła jako modelka na łyżwach w ramach Intimissimi On Ice Show

### Związki z innymi rodzinami królewskimi
Uczestniczyła w ceremoniach zaślubin: Alberta II, księcia Monako z Charlene Wittstock (Monako, 2011), Krystiana, dziedzicznego księcia Hanoweru z Katarzyną Małyszewą (Hanower, 2017), księcia Krystiana z Hanoweru z Aleksandrą Osmą (Lima, 2018).

## Życie prywatne
Od 2017 jej partnerem jest Ben-Sylwester Strautmann, niemiecki milioner i koszykarz (ur. 31 grudnia 1998). Mężczyzna towarzyszył jej w czasie ślubów jej przyrodnich braci, księcia Ernesta Augusta z Katarzyną Małyszewą i księcia Krystiana z Aleksandrą de Osmą w 2017 i 2018 roku.

## Genealogia

### Przodkowie
|  |                                                   |  |  |  |  |  |  |  |  |  |  |  |  |  |  |  |
|  | Ernest August II, książę Cumberland (1845-1923)   |  |  |  |  |  |  |  |  |  |  |  |  |  |  |  |
|  |                                                   |  |  |  |  |  |  |  |  |  |  |  |  |  |  |  |
|  |                                                   |  |  |  |  |  |  |  |  |  |  |  |  |  |  |  |
|  | Ernest August III, książę Brunszwiku (1887-1953)  |  |  |  |  |  |  |  |  |  |  |  |  |  |  |  |
|  |                                                   |  |  |  |  |  |  |  |  |  |  |  |  |  |  |  |
|  |                                                   |  |  |  |  |  |  |  |  |  |  |  |  |  |  |  |
|  | Thyra, księżna Cumberland (1853-1933)             |  |  |  |  |  |  |  |  |  |  |  |  |  |  |  |
|  |                                                   |  |  |  |  |  |  |  |  |  |  |  |  |  |  |  |
|  |                                                   |  |  |  |  |  |  |  |  |  |  |  |  |  |  |  |
|  | Ernest August IV, książę Hanoweru (1914-1987)     |  |  |  |  |  |  |  |  |  |  |  |  |  |  |  |
|  |                                                   |  |  |  |  |  |  |  |  |  |  |  |  |  |  |  |
|  |                                                   |  |  |  |  |  |  |  |  |  |  |  |  |  |  |  |
|  | Wilhelm II, cesarz Niemiec (1859-1941)            |  |  |  |  |  |  |  |  |  |  |  |  |  |  |  |
|  |                                                   |  |  |  |  |  |  |  |  |  |  |  |  |  |  |  |
|  |                                                   |  |  |  |  |  |  |  |  |  |  |  |  |  |  |  |
|  | Wiktoria, księżna Brunszwiku (1892-1980)          |  |  |  |  |  |  |  |  |  |  |  |  |  |  |  |
|  |                                                   |  |  |  |  |  |  |  |  |  |  |  |  |  |  |  |
|  |                                                   |  |  |  |  |  |  |  |  |  |  |  |  |  |  |  |
|  | Augusta, cesarzowa Niemiec (1858-1921)            |  |  |  |  |  |  |  |  |  |  |  |  |  |  |  |
|  |                                                   |  |  |  |  |  |  |  |  |  |  |  |  |  |  |  |
|  |                                                   |  |  |  |  |  |  |  |  |  |  |  |  |  |  |  |
|  | Ernest August V, książę Hanoweru (1954-)          |  |  |  |  |  |  |  |  |  |  |  |  |  |  |  |
|  |                                                   |  |  |  |  |  |  |  |  |  |  |  |  |  |  |  |
|  |                                                   |  |  |  |  |  |  |  |  |  |  |  |  |  |  |  |
|  | Friedrich, książę Szlezwika-Holsztynu (1814-1885) |  |  |  |  |  |  |  |  |  |  |  |  |  |  |  |
|  |                                                   |  |  |  |  |  |  |  |  |  |  |  |  |  |  |  |
|  |                                                   |  |  |  |  |  |  |  |  |  |  |  |  |  |  |  |
|  | Albrecht, książę Szlezwiku-Holsztyna (1863-1948)  |  |  |  |  |  |  |  |  |  |  |  |  |  |  |  |
|  |                                                   |  |  |  |  |  |  |  |  |  |  |  |  |  |  |  |
|  |                                                   |  |  |  |  |  |  |  |  |  |  |  |  |  |  |  |
|  | Adelheid, księżna Szlezwika-Holsztynu (1821-1899) |  |  |  |  |  |  |  |  |  |  |  |  |  |  |  |
|  |                                                   |  |  |  |  |  |  |  |  |  |  |  |  |  |  |  |
|  |                                                   |  |  |  |  |  |  |  |  |  |  |  |  |  |  |  |
|  | Ortrud, księżna Hanoweru (1925-1980)              |  |  |  |  |  |  |  |  |  |  |  |  |  |  |  |
|  |                                                   |  |  |  |  |  |  |  |  |  |  |  |  |  |  |  |
|  |                                                   |  |  |  |  |  |  |  |  |  |  |  |  |  |  |  |
|  | Bruno, książę Isenburga (1837-1906)               |  |  |  |  |  |  |  |  |  |  |  |  |  |  |  |
|  |                                                   |  |  |  |  |  |  |  |  |  |  |  |  |  |  |  |
|  |                                                   |  |  |  |  |  |  |  |  |  |  |  |  |  |  |  |
|  | Hertha, księżna Szlezwiku-Holsztyna               |  |  |  |  |  |  |  |  |  |  |  |  |  |  |  |
|  |                                                   |  |  |  |  |  |  |  |  |  |  |  |  |  |  |  |
|  |                                                   |  |  |  |  |  |  |  |  |  |  |  |  |  |  |  |
|  | Bertha, księżna Isenburga                         |  |  |  |  |  |  |  |  |  |  |  |  |  |  |  |
|  |                                                   |  |  |  |  |  |  |  |  |  |  |  |  |  |  |  |
|  |                                                   |  |  |  |  |  |  |  |  |  |  |  |  |  |  |  |
|  | księżniczka Aleksandra (1999-)                    |  |  |  |  |  |  |  |  |  |  |  |  |  |  |  |
|  |                                                   |  |  |  |  |  |  |  |  |  |  |  |  |  |  |  |
|  |                                                   |  |  |  |  |  |  |  |  |  |  |  |  |  |  |  |
|  | Maxence, hrabia Polignac (1857-1936)              |  |  |  |  |  |  |  |  |  |  |  |  |  |  |  |
|  |                                                   |  |  |  |  |  |  |  |  |  |  |  |  |  |  |  |
|  |                                                   |  |  |  |  |  |  |  |  |  |  |  |  |  |  |  |
|  | Pierre, książę Valentinois (1895-1964)            |  |  |  |  |  |  |  |  |  |  |  |  |  |  |  |
|  |                                                   |  |  |  |  |  |  |  |  |  |  |  |  |  |  |  |
|  |                                                   |  |  |  |  |  |  |  |  |  |  |  |  |  |  |  |
|  | Susana, hrabina Polignac (1858-1913)              |  |  |  |  |  |  |  |  |  |  |  |  |  |  |  |
|  |                                                   |  |  |  |  |  |  |  |  |  |  |  |  |  |  |  |
|  |                                                   |  |  |  |  |  |  |  |  |  |  |  |  |  |  |  |
|  | Rainier III, książę Monako (1923-2005)            |  |  |  |  |  |  |  |  |  |  |  |  |  |  |  |
|  |                                                   |  |  |  |  |  |  |  |  |  |  |  |  |  |  |  |
|  |                                                   |  |  |  |  |  |  |  |  |  |  |  |  |  |  |  |
|  | Ludwik II, książę Monako (1870-1949)              |  |  |  |  |  |  |  |  |  |  |  |  |  |  |  |
|  |                                                   |  |  |  |  |  |  |  |  |  |  |  |  |  |  |  |
|  |                                                   |  |  |  |  |  |  |  |  |  |  |  |  |  |  |  |
|  | Charlotte, księżna Valentinois (1898-1977)        |  |  |  |  |  |  |  |  |  |  |  |  |  |  |  |
|  |                                                   |  |  |  |  |  |  |  |  |  |  |  |  |  |  |  |
|  |                                                   |  |  |  |  |  |  |  |  |  |  |  |  |  |  |  |
|  | Marie Louvet (1867-1930)                          |  |  |  |  |  |  |  |  |  |  |  |  |  |  |  |
|  |                                                   |  |  |  |  |  |  |  |  |  |  |  |  |  |  |  |
|  |                                                   |  |  |  |  |  |  |  |  |  |  |  |  |  |  |  |
|  | Karolina, księżna Hanoweru (1957-)                |  |  |  |  |  |  |  |  |  |  |  |  |  |  |  |
|  |                                                   |  |  |  |  |  |  |  |  |  |  |  |  |  |  |  |
|  |                                                   |  |  |  |  |  |  |  |  |  |  |  |  |  |  |  |
|  | John Kelly (1847-1897)                            |  |  |  |  |  |  |  |  |  |  |  |  |  |  |  |
|  |                                                   |  |  |  |  |  |  |  |  |  |  |  |  |  |  |  |
|  |                                                   |  |  |  |  |  |  |  |  |  |  |  |  |  |  |  |
|  | John Kelly (1899-1960)                            |  |  |  |  |  |  |  |  |  |  |  |  |  |  |  |
|  |                                                   |  |  |  |  |  |  |  |  |  |  |  |  |  |  |  |
|  |                                                   |  |  |  |  |  |  |  |  |  |  |  |  |  |  |  |
|  | Mary Kelly (1852-1926)                            |  |  |  |  |  |  |  |  |  |  |  |  |  |  |  |
|  |                                                   |  |  |  |  |  |  |  |  |  |  |  |  |  |  |  |
|  |                                                   |  |  |  |  |  |  |  |  |  |  |  |  |  |  |  |
|  | Grace, księżna Monako (1929-1982)                 |  |  |  |  |  |  |  |  |  |  |  |  |  |  |  |
|  |                                                   |  |  |  |  |  |  |  |  |  |  |  |  |  |  |  |
|  |                                                   |  |  |  |  |  |  |  |  |  |  |  |  |  |  |  |
|  | Karl Majer (1863-1922)                            |  |  |  |  |  |  |  |  |  |  |  |  |  |  |  |
|  |                                                   |  |  |  |  |  |  |  |  |  |  |  |  |  |  |  |
|  |                                                   |  |  |  |  |  |  |  |  |  |  |  |  |  |  |  |
|  | Margaret Kelly (1898-1990)                        |  |  |  |  |  |  |  |  |  |  |  |  |  |  |  |
|  |                                                   |  |  |  |  |  |  |  |  |  |  |  |  |  |  |  |
|  |                                                   |  |  |  |  |  |  |  |  |  |  |  |  |  |  |  |
|  | Margaretha Majer (1870-1949)                      |  |  |  |  |  |  |  |  |  |  |  |  |  |  |  |
|  |                                                   |  |  |  |  |  |  |  |  |  |  |  |  |  |  |  |
|  |                                                   |  |  |  |  |  |  |  |  |  |  |  |  |  |  |  |

### Rodzina książęca
| Pierwsze pokolenie                                                                                              | Drugie pokolenie                                | Trzecie pokolenie                            | Czwarte pokolenie                      | Piąte pokolenie                   |
| --- | ----------------------------------------------- | -------------------------------------------- | -------------------------------------- | --------------------------------- |
| Pierre, książę Valentinois (ur 1895, zm. 1964) Charlotte, księżna Valentinois (ur. 1898, zm. 1977) (potomkowie) | Antoinette, baronowa Massy (ur. 1920, zm. 2011) | Elisabeth de Massy (ur. 1947, zm. 2020)      | Jean Taubert Natta (ur. 1974)          | Melchior Taubert Natta (ur. 2009) |
| Pierre, książę Valentinois (ur 1895, zm. 1964) Charlotte, księżna Valentinois (ur. 1898, zm. 1977) (potomkowie) | Antoinette, baronowa Massy (ur. 1920, zm. 2011) | Elisabeth de Massy (ur. 1947, zm. 2020)      | Melanie-Antoinette de Massy (ur. 1985) |                                   |
| Pierre, książę Valentinois (ur 1895, zm. 1964) Charlotte, księżna Valentinois (ur. 1898, zm. 1977) (potomkowie) | Antoinette, baronowa Massy (ur. 1920, zm. 2011) | Christan de Massy (ur. 1949)                 | Leticia de Massy (ur. 1971)            | Rose de Brouwer (ur. 2008)        |
| Pierre, książę Valentinois (ur 1895, zm. 1964) Charlotte, księżna Valentinois (ur. 1898, zm. 1977) (potomkowie) | Antoinette, baronowa Massy (ur. 1920, zm. 2011) | Christan de Massy (ur. 1949)                 | Leticia de Massy (ur. 1971)            | Sylvestre de Brouwer (ur. 2008)   |
| Pierre, książę Valentinois (ur 1895, zm. 1964) Charlotte, księżna Valentinois (ur. 1898, zm. 1977) (potomkowie) | Antoinette, baronowa Massy (ur. 1920, zm. 2011) | Christan de Massy (ur. 1949)                 | Brice de Massy (ur. 1987)              |                                   |
| Pierre, książę Valentinois (ur 1895, zm. 1964) Charlotte, księżna Valentinois (ur. 1898, zm. 1977) (potomkowie) | Antoinette, baronowa Massy (ur. 1920, zm. 2011) | Christan de Massy (ur. 1949)                 | Antoine de Massy (ur. 1997)            |                                   |
| Pierre, książę Valentinois (ur 1895, zm. 1964) Charlotte, księżna Valentinois (ur. 1898, zm. 1977) (potomkowie) | Antoinette, baronowa Massy (ur. 1920, zm. 2011) | Christine-Alix de Massy (ur. 1951, zm. 1989) | Sebastian Knecht de Massy (ur. 1972)   | Christine Knecht (ur. 2000)       |
| Pierre, książę Valentinois (ur 1895, zm. 1964) Charlotte, księżna Valentinois (ur. 1898, zm. 1977) (potomkowie) | Antoinette, baronowa Massy (ur. 1920, zm. 2011) | Christine-Alix de Massy (ur. 1951, zm. 1989) | Sebastian Knecht de Massy (ur. 1972)   | Alexia Knecht (ur. 2001)          |
| Pierre, książę Valentinois (ur 1895, zm. 1964) Charlotte, księżna Valentinois (ur. 1898, zm. 1977) (potomkowie) | Antoinette, baronowa Massy (ur. 1920, zm. 2011) | Christine-Alix de Massy (ur. 1951, zm. 1989) | Sebastian Knecht de Massy (ur. 1972)   | Vittoria Knecht (ur. 2007)        |
| Pierre, książę Valentinois (ur 1895, zm. 1964) Charlotte, księżna Valentinois (ur. 1898, zm. 1977) (potomkowie) | Antoinette, baronowa Massy (ur. 1920, zm. 2011) | Christine-Alix de Massy (ur. 1951, zm. 1989) | Sebastian Knecht de Massy (ur. 1972)   | Andrea Knecht (ur. 2008)          |
| Pierre, książę Valentinois (ur 1895, zm. 1964) Charlotte, księżna Valentinois (ur. 1898, zm. 1977) (potomkowie) | Rainier III, książę Monako (ur. 1923, zm. 2005) | Caroline, księżna Hanoweru (ur. 1957)        | Andrea Casiraghi (ur. 1984)            | Alexandre Casiraghi (ur. 2013)    |
| Pierre, książę Valentinois (ur 1895, zm. 1964) Charlotte, księżna Valentinois (ur. 1898, zm. 1977) (potomkowie) | Rainier III, książę Monako (ur. 1923, zm. 2005) | Caroline, księżna Hanoweru (ur. 1957)        | Andrea Casiraghi (ur. 1984)            | India Casiraghi (ur. 2015)        |
| Pierre, książę Valentinois (ur 1895, zm. 1964) Charlotte, księżna Valentinois (ur. 1898, zm. 1977) (potomkowie) | Rainier III, książę Monako (ur. 1923, zm. 2005) | Caroline, księżna Hanoweru (ur. 1957)        | Andrea Casiraghi (ur. 1984)            | Maximilian Casiraghi (ur. 2018)   |
| Pierre, książę Valentinois (ur 1895, zm. 1964) Charlotte, księżna Valentinois (ur. 1898, zm. 1977) (potomkowie) | Rainier III, książę Monako (ur. 1923, zm. 2005) | Caroline, księżna Hanoweru (ur. 1957)        | Charlotte Casiraghi (ur. 1986)         | Raphael Elmaleh (ur. 2013)        |
| Pierre, książę Valentinois (ur 1895, zm. 1964) Charlotte, księżna Valentinois (ur. 1898, zm. 1977) (potomkowie) | Rainier III, książę Monako (ur. 1923, zm. 2005) | Caroline, księżna Hanoweru (ur. 1957)        | Charlotte Casiraghi (ur. 1986)         | Balthasar Rassam (ur. 2018)       |
| Pierre, książę Valentinois (ur 1895, zm. 1964) Charlotte, księżna Valentinois (ur. 1898, zm. 1977) (potomkowie) | Rainier III, książę Monako (ur. 1923, zm. 2005) | Caroline, księżna Hanoweru (ur. 1957)        | Pierre Casiraghi (ur. 1987)            | Stefano Casiraghi (ur. 2017)      |
| Pierre, książę Valentinois (ur 1895, zm. 1964) Charlotte, księżna Valentinois (ur. 1898, zm. 1977) (potomkowie) | Rainier III, książę Monako (ur. 1923, zm. 2005) | Caroline, księżna Hanoweru (ur. 1957)        | Pierre Casiraghi (ur. 1987)            | Franceso Casiraghi (ur. 2018)     |
| Pierre, książę Valentinois (ur 1895, zm. 1964) Charlotte, księżna Valentinois (ur. 1898, zm. 1977) (potomkowie) | Rainier III, książę Monako (ur. 1923, zm. 2005) | Caroline, księżna Hanoweru (ur. 1957)        | księżniczka Alexandra (ur. 1999)       |                                   |
| Pierre, książę Valentinois (ur 1895, zm. 1964) Charlotte, księżna Valentinois (ur. 1898, zm. 1977) (potomkowie) | Rainier III, książę Monako (ur. 1923, zm. 2005) | Albert II, książę Monako (ur. 1958)          | Jazmin Grimaldi (ur. 1992)             |                                   |
| Pierre, książę Valentinois (ur 1895, zm. 1964) Charlotte, księżna Valentinois (ur. 1898, zm. 1977) (potomkowie) | Rainier III, książę Monako (ur. 1923, zm. 2005) | Albert II, książę Monako (ur. 1958)          | Alexandre Grimaldi-Coste (ur. 2003)    |                                   |
| Pierre, książę Valentinois (ur 1895, zm. 1964) Charlotte, księżna Valentinois (ur. 1898, zm. 1977) (potomkowie) | Rainier III, książę Monako (ur. 1923, zm. 2005) | Albert II, książę Monako (ur. 1958)          | Gabriela, hrabina Carladès (ur. 2014)  |                                   |
| Pierre, książę Valentinois (ur 1895, zm. 1964) Charlotte, księżna Valentinois (ur. 1898, zm. 1977) (potomkowie) | Rainier III, książę Monako (ur. 1923, zm. 2005) | Albert II, książę Monako (ur. 1958)          | Jakub, markiz Baux (ur. 2014)          |                                   |
| Pierre, książę Valentinois (ur 1895, zm. 1964) Charlotte, księżna Valentinois (ur. 1898, zm. 1977) (potomkowie) | Rainier III, książę Monako (ur. 1923, zm. 2005) | księżniczka Stephanie (ur. 1965)             | Louis Ducruet (ur. 1992)               | Victoire Ducruet (ur. 2023)       |
| Pierre, książę Valentinois (ur 1895, zm. 1964) Charlotte, księżna Valentinois (ur. 1898, zm. 1977) (potomkowie) | Rainier III, książę Monako (ur. 1923, zm. 2005) | księżniczka Stephanie (ur. 1965)             | Pauline Ducruet (ur. 1994)             |                                   |
| Pierre, książę Valentinois (ur 1895, zm. 1964) Charlotte, księżna Valentinois (ur. 1898, zm. 1977) (potomkowie) | Rainier III, książę Monako (ur. 1923, zm. 2005) | księżniczka Stephanie (ur. 1965)             | Camille Gottlieb (ur. 1998)            |                                   |

## Tytuły
| Od            | do    | Tytuł                                                    |
| ------------- | ----- | -------------------------------------------------------- |
| 20 lipca 1999 | nadal | Jej Królewska Wysokość Księżniczka Aleksandra z Hanoweru |